# Comarca Norte (Lanzarote)
Die Comarca Norte ist eine der zwölf Comarcas in der Provinz Las Palmas.
Die im Norden der Insel Lanzarote gelegene Comarca umfasst zwei Gemeinden auf einer Fläche von 370,57 km².

## Gemeinden
| Gemeinde                  | Einwohner (2024) | Fläche km² | Dichte Einw./km² | Cod INE | Postleitzahl                                    |
| ------------------------- | ---------------- | ---------- | ---------------- | ------- | ----------------------------------------------- |
| Haría                     | 5.567            | 106,59     | 52               | 35010   | 35520, 3554–35543                               |
| Teguise                   | 23.848           | 263,98     | 90               | 35024   | 35508, 35530, 35539, 35540, 35544, 35558, 35562 |
| Comarca Norte (Lanzarote) |                  | 370,57     | 0                | –       | –                                               |

## Nachweise
1. ↑  Instituto Nacional de Estadística Municipal Register of Spain
2. ↑  Regionen und Großregionen der Kanarischen Inseln, territoriale Abgrenzungen für statistische Zwecke